# FNNニュースレポート6:00
『FNNニュースレポート6:00』（エフエヌエヌニュースレポートろくまるまる）は、フジテレビ（FNN）で1978年10月2日から1984年9月28日まで放送されていた月曜日から金曜日夕方のニュース番組である。
同時期に『6:00』から続いて放送された、関東ローカルニュース番組『FNNニュースレポート6:30』（エフエヌエヌニュースレポートろくさんまる）についても本項で記述する。

## 概要

### FNNニュースレポート6:00
1978年9月29日までの「FNNニュース6:30」時代は全国ニュースパートが15分（ローカルを含めた総計は25分）だったのを、当時のフジテレビ会長・鹿内信隆の提案による報道番組の充実化により平日夕方のニュース枠を18時台全体に拡充、全国パート・ローカルパートそれぞれに新番組の30分のワイドニュースとして開始された。
全国パートである『-6:00』は、1978年10月2日から1984年9月28日にかけて月-金曜18:00 - 18:30（JST）に放送していた夕方の全国ネット向けニュース番組。
初代のニュースキャスターは産経新聞出身の評論家・俵孝太郎であったが、硬派なそのイメージもあって、1979年7月頃の時点では主婦層の視聴者が多いこの時間帯において平均視聴率が5%で、平均10%を記録していた裏番組の『テレポートTBS6』（TBS）に苦戦していた（視聴率はいずれもビデオリサーチ調べ、関東地方）。「この時間はソフトな感じで主婦受けしそうな山川の方がいい」ということになって1年後に夜の最終ニュース枠『FNNニュースレポート23:00』のメインキャスターだった山川千秋（フジテレビ報道部記者・ニュースデスク）と入れ替わる形となり、6年半続いた。山川降板後の1984年4月2日からは後述の『-6:30』の担当だった逸見政孝（当時フジテレビアナウンサー）が全国ネットキャスターに昇格。半年間務めた後、1984年10月1日からスタートした新しい形のニュースワイド番組『FNNスーパータイム』の初代キャスターに就任した（土日は『FNNニュースレポート5:30』として1985年3月31日まで継続）。
夕方のニュースで当時としては珍しいスポーツニュースのコーナーを設け、そのコーナーキャスターにバレーボール元男子日本代表監督の松平康隆を起用。以降もスポーツライター近藤唯之や、フィギュアスケーターの佐野稔、元プロ野球選手の河村保彦などスポーツ界から多彩な人材を起用した。
また、1981年12月3日に韓国・文化放送（MBC）『MBCニュースデスク・MBC開局20周年特集』内で、NHK総合テレビジョン『ニュースセンター9時』とともに日本を代表するニュース番組として、OPの一部とニュース映像が韓国国内で放映された。また、当時の山川キャスターがインタビューに応じた。なおこの当時のオープニング主題歌のイントロは同じものだった。
前番組の三菱グループ協賛各社による実質的な一社提供から、この番組以後は複数スポンサーによる共同提供番組となった。放送開始から1984年3月までの提供読みは｢ご覧の各社がお送りします(エンディングではご覧の各社がお送りしました)｣という独特の提供読みであったが､1984年4月の放送から放送終了までは陣内誠アナウンサー(当時)による通常の｢ご覧のスポンサーがお送りします(エンディングではご覧のスポンサーがお送りしました)｣という提供読みに変更された｡この提供読みは現在の『Live News イット!』まで一貫して使われている。

ローカルワイドニュースとしてのニュースレポート6:30のネット（後述）がなかった地域では、新聞等の番組表でタイトルが「ニュースレポート」とだけ表記されるケースもあった。
1. 1 2  週刊TVガイド 1979年8月17日号 26頁「俵・山川両キャスターが番組トレード」
2. ↑  この時、同番組の当時の総合司会を務めた小浜維人（当時NHK政治部記者・ニュースセンターデスク）もインタビューを受けている。

### FNNニュースレポート6:30
前出の『6:00』と同じ1978年10月2日から1984年9月28日にかけて月-金曜18:30 - 19:00（JST）に放送していた夕方の関東地方向けローカルニュース番組。
関東ローカルの番組ではあったが、タイトルには「FNN」がついていた。1984年10月改編で「-スーパータイム」に吸収合併されるかたちで終了。
『6:30』はFNN系列局差し替え枠で一部クロスネット局は他系列のニュースを放送していた局もある。放送開始から1982年4月2日まで、前半15分間のみテレビ熊本など一部系列局にネットされていた事もあった他、新潟総合テレビは祝日に限り当番組をネットしていた。
初代キャスターである逸見政孝は当時のライバル番組であるTBSの『テレポートTBS6』キャスターであった山本文郎に直接電話をして番組好調の秘訣を聞いた際、「できるだけ現場に出るように」とアドバイスを受けた。これをきっかけに当番組はワイドショーの手法が積極的に持ち込まれた。この流れは後番組『FNNスーパータイム』などにも引き継がれていくことになる。
- メインキャスターの大林宏は暴力団の幹部に直撃取材を敢行したほか、自由民主党本部放火襲撃事件の際、警備員の制止を振り切って現場検証中の本部施設内に乗り込んだ。この時、当時衆議院議員の糸山英太郎が快く取材を受けてしまっている。
- 田丸美寿々が笹川良一、武見太郎などの大物に直撃インタビューをするコーナーもあったが、田丸の取材手法には賛否両論あり、時折取材相手の怒りを買うこともあった。武見は田丸の要領を得ない聞き方に激怒し、「私に聞きたいことを紙に書きなさい」とメモを渡して書かせた光景は当時の報道映像特集などで度々取り上げられた。
- 逸見の著書『マジメまして逸見です』によると、番組終盤のスポンサークレジット・エンディングの際に逸見と田丸とが話していたのは下ネタだったという。つまりマイクがオンであれば放送禁止必至の内容であった。

## 出演者
| 期間      | 期間       | 6:00          | 6:00      | 6:00      | 6:00      | 6:00     | 6:00     | 6:30     | 6:30       |
| 期間      | 期間       | メイン        | スポーツ  | スポーツ  | スポーツ  | スポーツ | スポーツ | 男性     | 女性       |
| 期間      | 期間       | メイン        | 月曜日    | 火曜日    | 水曜日    | 木曜日   | 金曜日   | 男性     | 女性       |
| --------- | ---------- | ------------- | --------- | --------- | --------- | -------- | -------- | -------- | ---------- |
| 1978.10.2 | 1979.9.28  | 俵孝太郎      | 松平康隆  | 松平康隆  | 松平康隆  | 松平康隆 | 松平康隆 | 逸見政孝 | 田丸美寿々 |
| 1979.10.1 | 1980.5.9   | 山川千秋      | 近藤唯之  | 近藤唯之  | 近藤唯之  | 近藤唯之 | 近藤唯之 | 逸見政孝 | 田丸美寿々 |
| 1980.5.12 | 1980.7.4   | 山川千秋      | 佐野稔    | 近藤唯之  | 佐野稔    | 近藤唯之 | 近藤唯之 | 逸見政孝 | 田丸美寿々 |
| 1980.7.7  | 1982.3.12  | 山川千秋      | 佐野稔    | 佐野稔    | 近藤唯之  | 近藤唯之 | 近藤唯之 | 逸見政孝 | 田丸美寿々 |
| 1982.3.15 | 1982.3.19  | 山川千秋      | 佐野稔    | 佐野稔    | 近藤唯之  | 近藤唯之 | 佐野稔   | 逸見政孝 | 田丸美寿々 |
| 1982.3.22 | 1982.3.26  | 山川千秋      | 佐野稔    | 佐野稔    | 近藤唯之  | 近藤唯之 | 佐野稔   | 逸見政孝 | 古賀万紀子 |
| 1982.3.29 | 1982.10.29 | 山川千秋      | 近藤唯之  | 近藤唯之  | 近藤唯之  | 佐野稔   | 佐野稔   | 逸見政孝 | 古賀万紀子 |
| 1982.11.1 | 1983.3.18  | 山川千秋      | 河村保彦1 | 河村保彦1 | 河村保彦1 | 佐野稔   | 佐野稔   | 逸見政孝 | 古賀万紀子 |
| 1983.3.21 | 1984.3.16  | 山川千秋      | 河村保彦1 | 河村保彦1 | 河村保彦1 | 佐野稔   | 佐野稔   | 逸見政孝 | 斎藤裕子   |
| 1984.3.19 | 1984.3.30  | （竹内貞男）2 | 河村保彦1 | 河村保彦1 | 河村保彦1 | 佐野稔   | 佐野稔   | 逸見政孝 | 斎藤裕子   |
| 1984.4.2  | 1984.7.13  | 逸見政孝1     | 河村保彦1 | 河村保彦1 | 河村保彦1 | 佐野稔   | 佐野稔   | 大林宏   | 小出美奈   |
| 1984.7.16 | 1984.9.21  | 逸見政孝1     | 河村保彦1 | 河村保彦1 | 河村保彦1 | 佐野稔   | 佐野稔   | 大林宏   | 吉崎典子   |
| 1984.9.24 | 1984.9.28  | （竹内貞男）2 | 河村保彦1 | 河村保彦1 | 河村保彦1 | 佐野稔   | 佐野稔   | 大林宏   | 吉崎典子   |

- 1 『FNNスーパータイム』も続投。
- 2 山川から逸見へのつなぎと、『FNNスーパータイム』開始までのつなぎの代理。
- 代理について、『6:00』では当時の関西テレビのアナウンサーの熱田敏弘[3]が、『6:30』では当時のフジテレビのアナウンサーの堺正幸が、代理を務めた時期もあった。

## オープニングと使用音楽

### 6:00

#### オープニング
土日版である『FNNニュースレポート5:30』と共通である（数字が変わるだけ）。
1978年10月 - 1984年3月
スキャニメイトを使用。まず回転する地球が映り、それが人の目になり、人間の顔をイメージした絵となった後、それが右にスライド。それに入れ替わるように左に「FUJI NEWS NETWORK」（3行。左端がFNNとなるように表示）と出たあと、『FNN ニュースレポート6:00』（「6:00」の字幕が大きめ）のタイトルが出る。提供クレジットの時に「6:00」のロゴ越し（赤バック）にバイクのドライバーから見たような高速道路の早回しの映像。その後、タイプライターを打ち込む音やテレックスの印字音をBGMに、テロップ、ナレーター、動画でその日の主要ニュースを3つ紹介。初期はスタジオセットのクロマキーに映し出し、紹介が終わるとカメラをキャスターが座る方向に振っていた。後期はお天気カメラの映像を数秒映した後、全画面で映し出していた。音楽はFNNニュースレポート23:00やサンケイテレニュースFNNに使用されたものではなく若干メロディが異なっていた。
1984年4月 - 1984年9月
生放送のお天気カメラ映像をバックにマス目（「6:00」は青色、「5:30」は緑色）が引いて、『FNN ニュースレポート6:00』（このころから「6:00」が7セグメントLED風のデザインに。ニュースレポートの部分は最初から表示されている）のタイトルが現れ、飛んでいく。飛んでいく時に、「00」の前側の「0」が画面の中心を抜ける。ただし、「5:30」は「3」が画面の中心を抜ける。1990年代半ばまで『FNNニュース』に使用されていた、「FNN」の文字が回転するオープニングと雰囲気が似ていた。提供後のヘッドラインのBGMは、通信社の信号音らしきものとなった。テーマ音楽は日曜朝・日曜昼の『産経テレニュースFNN』（地域によってタイトル差し替え、一部の系列局は別の曲を使用）にて2015年3月末まで使用されていた。

#### ジングル
1978年10月 - 1984年3月
タイプライター音とテレックスの印字音（5秒弱）
1984年4月 - 1984年9月
たかしまあきひこのFNN共通テーマの15秒版の出だし部分。

#### 天気予報BGM
- 1978年10月 - 1979年9月 - 深井史郎（曲名不明）
- 1979年10月 - 1984年3月 - 姫神「行秋」
- 1984年4月 - 1984年9月 - 姫神「遠い日、風はあおあお」

#### エンディング
- ニューススタジオでニュースキャスターとスポーツニュースコーナー担当が談笑し、それをバックにテーマソングと提供クレジットを出していた。提供クレジットが終わると次の番組の予告テロップが出され、フジテレビでは「このあとはFNNニュースレポート6:30をご覧下さい。」と表示(他FNN系列局の場合、関西テレビの場合は「このあとはアタック630」、東海テレビの場合は「このあとはイブニングニュース630」、テレビ西日本の場合は「このあとはテレポートTNC」、テレビ大分の場合は「このあとはニュースインおおいた」、秋田テレビの場合は「つづいてテレポートあきた」など)された。

#### 備考
- 番組の最後にある天気予報のBGMの歴代3曲は、月-金曜のみの使用で、土日版の『FNNニュースレポート5:30』の天気予報のBGMは別の曲を用いていた。

### 6:30

#### テーマ音楽
1978年10月 - 1984年3月
- オープニングテーマはシンセサイザー系の独自のものを使用。作曲・演奏　深町純。なおこの時代のテーマ音楽はFNN各局のローカルワイドニュースのテーマ音楽でもあったほか、東海テレビでは「FNN中日新聞テレビ日曜夕刊」のテーマ音楽として80年代末期まで使われていた。
- エンディングテーマのみ『6:00』と共通のものが使用された。通常とは違い、30秒のロング版。

1984年4月 - 1984年9月
- たかしまあきひこのFNN共通テーマ。音楽の尺は30秒で、たかしまテーマの中では最も長い尺で後半部分の繰り返しを何度も流していた。

#### オープニング
1978年10月 - 1984年3月
- お天気カメラの副都心映像をバックに移動させながら、「FNNニュースレポート」の白い文字が画面中央の位置で拡大回転しながら現れ、移動を停止するところで「FNNニュースレポート」の文字の回転が停止し「6:30」の字が画面下から現れてタイトルになるテロップアニメ。

1984年4月 - 1984年9月
- 銀色のバックに2本の円筒が現れ、中央に移動してこの中を通り抜けるとニュース映像をバックに「FNN」の字は入らずに「ニュースレポート6:30」とタイトルが現れる。

#### ジングル
スタジオバックに右下に白文字で「FNNニュースレポート6:30」と表示。初期は独自の電子音が入ったが、その後BGMは入らなくなった。1984年4月にたかしまあきひこのテーマに統一された後もテロップ文字は変更されなかった（「FNN」の字は外さない）が、1984年7月前後から紫色に変更された。

#### 天気予報前のエンディング
- スタジオまたは夜景バックにエンディングテーマを流しながら提供クレジットの後に白文字で「次はお天気レポートです」のテロップが流れる。なお1984年7月前後からテロップ文字はオレンジ色の固定文字に変更されている。

#### 天気予報
- 彫刻の森美術館の映像をバックに、「お天気レポート」のテロップを表示。1984年7月前後からテロップ文字を白からオレンジ固定文字に変更。テーマ曲はシンセサイザー系。なおテーマ曲は変更が5回あった。
- 1978年10月 - 1981年9月
- 1981年10月 - 1981年12月
- 1982年1月 - 1982年3月
- 1982年4月 - 1984年9月

※1982年10月よりオープニングのみ1982年1月より使用された曲に戻されている。

#### エンディング
- 1982年3月までは天気予報のエンディング時に「FNNニュースレポート6:30/終」のテロップが流れたが、1982年4月以降は、天気予報のエンディングののち、CMを挟んで副都心の夜景をバックにエンディングテーマ5秒版とともに「FNNニュースレポート6:30/終」のテロップが流れるようになった。
- 1984年4月以降は、副都心の夜景をバックに「ニュースレポート6:30/終」ともに1984年4月～10月のテーマ5秒版が流された（20:54のものとは異なりフルサイズ15秒版をそのまま5秒にアレンジしたもの）。

## ネット状況

### ネット局
放送開始から終了まで、本番組が全国ネットニュース番組で続いて放送される「6:30」が関東ローカル=FNN系列局差し替え枠という編成だったため、系列局は本番組をそのままネットしていた。ちなみに、「6:00」は「ニュースレポート」ブランドの番組の中でネット局すべてがタイトルを差し替えしない唯一の番組であった。
| 放送対象地域           | 放送局              | 系列                    | 備考                                                                                         |
| ---------------------- | ------------------- | ----------------------- | -------------------------------------------------------------------------------------------- |
| 関東広域圏             | フジテレビ(CX)      | FNN                     | 基幹・制作局                                                                                 |
| 北海道                 | 北海道文化放送(UHB) | FNN                     |                                                                                              |
| 宮城県                 | 仙台放送(OX)        | FNN                     |                                                                                              |
| 秋田県                 | 秋田テレビ(AKT)     | FNN/ANN                 | 現在はFNNのみ加入                                                                            |
| 山形県                 | 山形テレビ(YTS)     | FNN                     | 現在はANN系列                                                                                |
| 福島県                 | 福島テレビ(FTV)     | FNN                     | JNNを脱退、FNNに加盟した1983年4月1日から                                                     |
| 新潟県                 | 新潟総合テレビ(NST) | NNN/FNN/ANN→FNN/ANN→FNN | 現・NST新潟総合テレビ 1981年3月31日までは18:20で飛び降り、 残り10分間は『NSTニュース』を放送 |
| 長野県                 | 長野放送(NBS)       | FNN                     |                                                                                              |
| 静岡県                 | テレビ静岡(SUT)     | FNN                     |                                                                                              |
| 富山県                 | 富山テレビ(T34)     | FNN                     | 現・BBT                                                                                      |
| 石川県                 | 石川テレビ(ITC)     | FNN                     |                                                                                              |
| 福井県                 | 福井テレビ(FTB)     | FNN                     |                                                                                              |
| 中京広域圏             | 東海テレビ(THK)     | FNN                     |                                                                                              |
| 関西広域圏             | 関西テレビ(KTV)     | FNN                     |                                                                                              |
| 島根県・鳥取県         | 山陰中央テレビ(TSK) | FNN                     |                                                                                              |
| 岡山県→ 岡山県・香川県 | 岡山放送(OHK)       | FNN/ANN→FNN             | 1979年3月31日まで岡山県のみ放送                                                              |
| 広島県                 | テレビ新広島(TSS)   | FNN                     |                                                                                              |
| 愛媛県                 | 愛媛放送(EBC)       | FNN                     | 現・テレビ愛媛                                                                               |
| 福岡県                 | テレビ西日本(TNC)   | FNN                     |                                                                                              |
| 佐賀県                 | サガテレビ(STS)     | FNN                     |                                                                                              |
| 長崎県                 | テレビ長崎(KTN)     | NNN/FNN                 | 現在はFNNのみ加入 1981年4月3日までは18:20飛び降り 残り10分間は『KTNニュース』を放送した。    |
| 熊本県                 | テレビ熊本(TKU)     | FNN/ANN/NNN→FNN/ANN     | 現在はFNNのみ加入                                                                            |
| 大分県                 | テレビ大分(TOS)     | NNN/FNN/ANN             | 現在はNNN/FNN                                                                                |
| 宮崎県                 | テレビ宮崎(UMK)     | FNN/ANN→FNN/NNN/ANN     |                                                                                              |
| 沖縄県                 | 沖縄テレビ(OTV)     | FNN                     |                                                                                              |

備考
- 東海テレビ本社には放送当時、壁に俵孝太郎とローカルニュース「イブニングニュース630」キャスターの西澤信正の顔が載った巨大宣伝ポスターが掲げられていた。
- 岡山放送は本番組終了から半年後の1985年4月6日から1988年3月26日まで土曜日の『FNNスーパータイム』の改題タイトルとして使用した。

## 18時台後半のFNN系列局ローカルニュース
一部のローカル局は15分程度の準スポットニュース的な番組から25-30分のワイドニュースに拡大して放送された。●は『スーパータイム』が放送開始した1984年10月1日以降も番組名を引き継いでいる番組である（「FNN」が付けられたものや、「600」など数字部分のみの変更も含む）。
| 放送局名                       | 番組名 |
| ------------------------------ | --- |
| CX フジテレビ （基幹・制作局） | 1978年10月2日 - 1984年9月28日：FNNニュースレポート6:30 |
| UHB 北海道文化放送             | 1978年4月3日 - 1979年3月30日：道新ニュースプリズム 1979年4月2日 - 1984年9月28日：テレビ道新6:30                                                              |
| OX 仙台放送                    | 1978年10月2日 - 1984年9月28日：仙台放送イブニングニュース●                                                                                                   |
| AKT 秋田テレビ                 | 1978年4月3日 - 1984年9月28日：AKTテレポートあきた / お天気ダイアリー●                                                                                        |
| YTS 山形テレビ                 | 1979年3月30日まで：YTSニュース・天気予報 1979年4月2日 - 1981年3月27日：YTSイブニングワイド 1981年3月30日 - 1984年9月28日：YTSテレビ夕刊                      |
| FTV 福島テレビ                 | 1973年10月1日 - 1984年9月28日：FTVテレポート● |
| NST 新潟総合テレビ             | 1981年3月31日まで：NSTニュース（18:20 - 18:30） ※18時台後半はアニメ枠 1981年4月1日 - 1984年9月28日：NSTワイド6:30 / お天気ホットライン●                      |
| NBS 長野放送                   | 1982年4月2日まで：NBSニュース 1982年4月5日 - 1984年9月28日：NBSイブニング630●                                                                                |
| SUT テレビ静岡                 | 1978年10月2日 - 1979年6月1日：テレビ静岡ニュースレポート 1979年6月4日 - 1984年9月28日：テレビ静岡ニュースプラザ                                              |
| T34（現:BBT） 富山テレビ       | 1976年4月1日 - 1979年9月28日：中日ニュース テレポートとやま 1979年10月1日 - 1981年10月2日：こんばんは!とやま6:30 1981年10月5日 - 1984年9月28日：ニュース6:30 |
| ITC 石川テレビ                 | 1978年10月2日 - 1984年9月28日：ITCニュースワイド6:30→ニュースワイド石川6:30 / 天気予報●                                                                      |
| FTB 福井テレビ                 | 1978年10月2日 - 1981年3月31日：福井テレビニュース6:45 1981年4月1日 - 1984年9月28日：福井テレビニュース6:30●                                                  |
| THK 東海テレビ                 | 1978年10月2日 - 1984年9月28日：東海テレビイブニングニュース630 / お天気レーダー●                                                                             |
| KTV 関西テレビ                 | 1978年10月2日 - 1984年9月28日：KTVアタック630 / 天気予報● |
| TSK 山陰中央テレビ             | 1978年10月2日 - 1981年4月3日：TSKニュース6:45 1981年4月6日 - 1984年9月28日：TSKニュースレポート6:30                                                          |
| OHK 岡山放送                   | 1978年10月2日 - 1984年9月28日：OHK6:30 |
| tss テレビ新広島               | 1981年4月3日まで：tssローカルニュース 1981年4月6日 - 1984年9月28日：ワイドニュース こんばんはtss6:30                                                         |
| EBC 愛媛放送（現:テレビ愛媛）  | 1978年10月2日 - 1984年9月28日：EBCニュース6:30 |
| TNC テレビ西日本               | 1978年10月2日 - 1984年9月28日：テレポートTNC |
| sts サガテレビ                 | 1978年10月2日 - 1980年3月28日：stsニュースレポート 1980年3月31日 - 1984年9月28日：佐賀新聞ニュース / stsニュースレポート●                                    |
| KTN テレビ長崎                 | 1981年4月3日まで：KTNニュース（18:20 - 18:30） 1981年4月6日 - 1984年9月28日：KTNニュース6:30                                                                 |
| TKU テレビ熊本                 | 1984年3月30日まで：TKUニュース 1984年4月2日 - 1984年9月28日：TKUニュース・アイ●                                                                              |
| TOS テレビ大分                 | 1978年10月2日 - 1984年9月28日：TOSニュースインおおいた / あしたのお天気●                                                                                     |
| UMK テレビ宮崎                 | 1979年9月28日まで：UMKニュース / 天気予報 1979年10月1日 - 1984年9月28日：UMKニュースレポート●                                                                |
| OTV 沖縄テレビ                 | 1981年4月3日まで：OTVニュース 1981年4月6日 - 1984年9月28日：OTVニュース6:30                                                                                  |